# Dor Turgeman
Dor Turgeman (in ebraico דור דויד תורג'מן‎?; Ashdod, 24 ottobre 2003) è un calciatore israeliano, attaccante del Maccabi Tel Aviv e di Israele.

## Carriera

### Club
È creciuto nel Maccabi Tel Aviv.
Nella stagione 2021-2022 ha giocato in prestito al Beitar Tel Aviv Bat Yam.

### Nazionale
Ha giocato numerose partite con le varie nazionali giovanili israeliane.
Il 9 settembre 2023 ha esordito con la nazionale israeliana contro la Romania nelle qualificazioni per Euro 2024.
Il 25 marzo 2025 ha realizzato il suo primo gol nella sconfitta interna contro la Norvegia (2-4).

## Statistiche

### Presenze e reti nei club
Statistiche aggiornate al 12 ottobre 2023.
| Stagione                | Squadra                 | Campionato              | Campionato | Campionato | Coppe nazionali | Coppe nazionali | Coppe nazionali | Coppe continentali | Coppe continentali | Coppe continentali | Altre coppe | Altre coppe | Altre coppe | Totale | Totale | Totale |
| Stagione                | Squadra                 | Comp                    | Pres       | Reti       | Comp            | Pres            | Reti            | Comp               | Pres               | Reti               | Comp        | Pres        | Reti        | Pres   | Reti   |        |
| ----------------------- | ----------------------- | ----------------------- | ---------- | ---------- | --------------- | --------------- | --------------- | ------------------ | ------------------ | ------------------ | ----------- | ----------- | ----------- | ------ | ------ | ------ |
| 2020-2021               | Maccabi Tel Aviv        | Lh                      | 1          | 0          | CI+CdL          | 0+1             | 0               |                    | -                  | -                  | SI          | 0           | 0           | 2      | 0      |        |
| 2021-2022               | Maccabi Tel Aviv        | Lh                      | 0          | 0          | CI+CdL          | 0+1             | 0               | UECL               | 0                  | 0                  |             | -           | -           | 1      | 0      |        |
| 2021-2022               | Beitar Tel Aviv Bat Yam | Ll                      | 30         | 4          | CI+CdL          | 1+0             | 0               |                    | -                  | -                  |             | -           | -           | 1      | 0      |        |
| 2022-2023               | Maccabi Tel Aviv        | Lh                      | 11         | 0          | CI+CdL          | 4+1             | 1+0             | UECL               | 0                  | 0                  |             | -           | -           | 16     | 1      |        |
| 2023-2024               | Maccabi Tel Aviv        | Lh                      | 35         | 9          | CI+CdL          | 2+1             | 1+1             | UECL               | 11                 | 1                  |             | -           | -           | 49     | 12     |        |
| 2024-2025               | Maccabi Tel Aviv        | Lh                      | 18         | 10         | CI+CdL          | 0+2             | 0+0             | UECL               | 11                 | 4                  | -           | -           | -           | 31     | 14     |        |
| Totale Maccabi Tel Aviv | Totale Maccabi Tel Aviv | Totale Maccabi Tel Aviv | 65         | 19         |                 | 12              | 3               |                    | 22                 | 5                  |             | -           | -           | 99     | 27     |        |
| Totale carriera         | Totale carriera         | Totale carriera         | 95         | 23         |                 | 13              | 3               |                    | 22                 | 5                  |             |             |             | 130    | 31     |        |

### Cronologia presenze e reti in nazionale
| Cronologia completa delle presenze e delle reti in nazionale ― Israele | Cronologia completa delle presenze e delle reti in nazionale ― Israele | Cronologia completa delle presenze e delle reti in nazionale ― Israele | Cronologia completa delle presenze e delle reti in nazionale ― Israele | Cronologia completa delle presenze e delle reti in nazionale ― Israele | Cronologia completa delle presenze e delle reti in nazionale ― Israele | Cronologia completa delle presenze e delle reti in nazionale ― Israele | Cronologia completa delle presenze e delle reti in nazionale ― Israele |
| Data                                                                   | Città                                                                  | In casa                                                                | Risultato                                                              | Ospiti                                                                 | Competizione                                                           | Reti                                                                   | Note                                                                   |
| ---------------------------------------------------------------------- | ---------------------------------------------------------------------- | ---------------------------------------------------------------------- | ---------------------------------------------------------------------- | ---------------------------------------------------------------------- | ---------------------------------------------------------------------- | ---------------------------------------------------------------------- | ---------------------------------------------------------------------- |
| 9-9-2023                                                               | Bucarest                                                               | Romania                                                                | 1 – 1                                                                  | Israele                                                                | Qual. Euro 2024                                                        | -                                                                      | 62’                                                                    |
| 12-9-2023                                                              | Tel Aviv                                                               | Israele                                                                | 1 – 0                                                                  | Bielorussia                                                            | Qual. Euro 2024                                                        | -                                                                      | 65’                                                                    |
| 12-11-2023                                                             | Pristina                                                               | Kosovo                                                                 | 1 – 0                                                                  | Israele                                                                | Qual. Euro 2024                                                        | -                                                                      | 46’                                                                    |
| 15-11-2023                                                             | Felcsút                                                                | Israele                                                                | 1 – 1                                                                  | Svizzera                                                               | Qual. Euro 2024                                                        | -                                                                      |                                                                        |
| 18-11-2023                                                             | Felcsút                                                                | Israele                                                                | 1 – 2                                                                  | Romania                                                                | Qual. Euro 2024                                                        | -                                                                      |                                                                        |
| 21-3-2024                                                              | Budapest                                                               | Israele                                                                | 1 – 4                                                                  | Islanda                                                                | Qual. Euro 2024                                                        | -                                                                      |                                                                        |
| 14-11-2024                                                             | Saint-Denis                                                            | Francia                                                                | 0 – 0                                                                  | Israele                                                                | UEFA Nations League 2024-2025 - 1º turno                               | -                                                                      | 73’                                                                    |
| 25-3-2025                                                              | Debrecen                                                               | Israele                                                                | 2 – 4                                                                  | Norvegia                                                               | Qual. Mondiali 2026                                                    | 1                                                                      |                                                                        |
| 6-6-2025                                                               | Tallinn                                                                | Estonia                                                                | 1 – 3                                                                  | Israele                                                                | Qual. Mondiali 2026                                                    | -                                                                      | 66’                                                                    |
| 10-6-2025                                                              | Debrecen                                                               | Israele                                                                | 1 – 0                                                                  | Slovacchia                                                             | Amichevole                                                             | -                                                                      | 66’                                                                    |
| Totale                                                                 |                                                                        | Presenze                                                               | 10                                                                     |                                                                        | Reti                                                                   | 1                                                                      |                                                                        |

## Palmarès

### Club

#### Competizioni nazionali
- Campionato israeliano: 1

Maccabi Tel Aviv: 2023-2024
- Coppa Toto: 1

Maccabi Tel Aviv: 2024-2025